# Програми лояльності
Програма лояльності (англ. loyalty programs)  — маркетингові дії для винагородження й заохочення покупців. Програми лояльності бувають двох видів: 
- дисконтні — покупець сплачує за товар чи послугу неповну вартість з вирахуванням розміру знижки
- бонусні — покупець сплачує повну вартість товару, а частина коштів повертається йому на картку у вигляді бонусів, які він може згодом витрачати на товари та послуги або обмінювати на призи

## Картки лояльності
У маркетингу в цілому і в роздрібній торгівлі, картка лояльності зовні схожа на кредитну картку, або може бути цифровою карткою, яка ідентифікує власника картки як учасника програми лояльності. Програми лояльності можуть розглядатися як форма централізованої віртуальної валюти, з односпрямованим потоком коштів, оскільки призові бали та бонуси можна обміняти на товар або послугу, але не назад в готівку.

## Історія
Поява масових програм лояльності належить до початку XX століття. 1914 року в США низка магазинів почали видавати спеціальні картки заможним клієнтам, а 1928 року бостонська компанія Farrington Manufacturing вперше випустила металеві пластини, які видавала платоспроможним клієнтам. Однак спочатку програми лояльності мали локальний характер, об'єднання в національні та міжнародні сталося з розвитком комп'ютерних технологій.
У 1970-і роки American Airlines запропонувала пасажирам альтернативу знижкам: нарахування «миль» на особисті рахунки клієнтів, накопичені милі згодом можна було поміняти на квиток. У 1980-ті роки з'явилися перші готельні програми для постійних клієнтів. Наприклад, система Marriott's Club Marquis, яка заохочувала клієнтів, що регулярно користуються послугами мережі, пізніше готельна мережа однією з перших надала гостям право обмінювати «окуляри» на «милі» компаній-партнерів.